# Crevole
Crevole è una località del comune italiano di Murlo, nella provincia di Siena, in Toscana.

## Geografia fisica
Nei pressi del borgo nasce l'omonimo torrente, affluente del fiume Ombrone dopo un percorso di 16 km.

## Storia
Il borgo di Crevole risale al periodo alto-medievale, ricordato in una bolla di papa Clemente III del 20 aprile 1189 per la presenza di una pieve dedicata a Santa Cecilia. La rocca venne fortificata per volere del vescovo Donosdeo Malavolti nel 1325 e devastata dai ghibellini fuoriusciti di Siena.
Crevole fu uno dei sei comuni in cui era suddiviso il feudo vescovile di Murlo.
Nel XVI secolo fu coinvolto nella guerra di Siena. La rocca venne conquistata dagli spagnoli nel 1552 e presa di nuovo dai senesi l'anno successivo. Gli spagnoli la riconquistarono nell'aprile del 1554 e ne ordinarono la distruzione.
Nel 1833 il borgo di Crevole contava 105 abitanti.

## Monumenti e luoghi d'interesse
- Pieve di Santa Cecilia, antica chiesa parrocchiale documentata nel 1189, è proprietà privata dal 1988. Dalla pieve proveniva la nota Madonna di Crevole di Duccio di Buoninsegna, conservata nel Museo dell'Opera del Duomo di Siena.
- Rocca di Crevole (ruderi)